# Comté de Saluda
Le comté de Saluda est l’un des 46 comtés de l’État de Caroline du Sud, aux États-Unis. Il a été fondé en 1896. Son siège est la ville de Saluda. Selon le recensement de 2010, la population du comté est de 19 875 habitants, et de 20 053 en 2015.

## Géographie
Le comté a une superficie de 1 196 km², dont 1 172 km² de terre ferme. 

## Démographie
| 1900   | 1910   | 1920   | 1930   | 1940   | 1950   |
| ------ | ------ | ------ | ------ | ------ | ------ |
| 18 966 | 20 943 | 22 088 | 18 148 | 17 192 | 15 924 |

| 1960   | 1970   | 1980   | 1990   | 2000   | 2010   |
| ------ | ------ | ------ | ------ | ------ | ------ |
| 14 554 | 14 528 | 16 150 | 16 357 | 19 181 | 19 875 |